# FK VIAGEM Ústí nad Labem
FK Viagem Ústí nad Labem (celým názvem: Fotbalový klub Viagem Ústí nad Labem) je český profesionální fotbalový klub, který sídlí v krajském městě Ústí nad Labem. Tým hraje druhou nejvyšší soutěž Chance národní liga. Své domácí zápasy sehrává na Městském stadionu s kapacitou 4 000 diváků. Klubové barvy jsou modrá a bílá.

## Historie
Založen byl v roce 1945 pod názvem ČSK Ústí nad Labem. V sezonách 1952/53 a 1958/59 hrál klub první československou ligu. V sezoně 2010/11 hrál po 50 letech opět nejvyšší soutěž. V Gambrinus lize ale klub dlouho nevydržel a po první sezoně sestoupil do druhé ligy. V sezoně 2011/12 se Ústí podařilo opět vyhrát druhou ligu a zajistit si postup do Gambrinus ligy, ale kvůli nevyhovujícímu stadionu se muselo Ústí spokojit pouze s druhou ligou.
Jeho domácím hřištěm je Městský stadion, který byl před sezonou 2014/15 zrekonstruován. Ústecký klub hrál nejvyšší fotbalovou soutěž celkově třikrát (sezóny 1952, 1958/59 a 2010/11).

## Úspěchy

### Úspěchy mužů
| Domácí medaile                                                       |
| - Fotbalová národní liga (1x vítěz) - – FK Ústí nad Labem: 2011/2012 |

## Historické názvy
Zdroj: 
- 1927 – SK Ústí nad Labem (Sportovní klub Ústí nad Labem)
- 1947 – SK Slavia Ústí nad Labem (Sportovní klub Slavia Ústí nad Labem)
- 1948 – JTO Sokol Armaturka Ústí nad Labem (Jednotná tělovýchovná organisace Sokol Armaturka Ústí nad Labem)
- 1950 – ZSJ Armaturka Ústí nad Labem (Závodní sokolská jednota Armaturka Ústí nad Labem)
- 1953 – DSO Spartak Ústí nad Labem (Dobrovolná sportovní organisace Spartak Ústí nad Labem)
- 1957 – TJ Spartak Ústí nad Labem (Tělovýchovná jednota Spartak Ústí nad Labem)
- 1977 – TJ Spartak Armaturka Ústí nad Labem (Tělovýchovná jednota Spartak Armaturka Ústí nad Labem)
- 1983 – TJ Spartak PS Ústí nad Labem (Tělovýchovná jednota Spartak Pozemní stavby Ústí nad Labem)
- 1984 – TJ Spartak VHJ PS Ústí nad Labem (Tělovýchovná jednota Spartak Výrobně hospodářská jednotka Pozemní stavby Ústí nad Labem)
- 1991 – FK Armaturka Ústí nad Labem (Fotbalový klub Armaturka Ústí nad Labem)
- 1994 – FK GGS Arma Ústí nad Labem (Fotbalový klub GGS Arma Ústí nad Labem)
- 1999 – fúze s FK NRC Všebořice ⇒ název nezměněn
- 2001 – MFK Ústí nad Labem, a.s. (Městský fotbalový klub Ústí nad Labem, akciová společnost)
- 2006 – FK Ústí nad Labem, a.s. (Fotbalový klub Ústí nad Labem, akciová společnost)
- 2023 – FK Viagem Ústí nad Labem, a.s. (Fotbalový klub Viagem Ústí nad Labem, akciová společnost)

## Soupiska
| #  | Pozice | Hráč             |
| -- | ------ | ---------------- |
| 1  | B      | David Němec      |
| 3  | O      | David Březina    |
| 4  | O      | Patrik Goj       |
| 5  | O      | Vojtěch Čítek    |
| 6  | O      | Solomon Osaghae  |
| 7  | Z      | Daniel Richter   |
| 9  | Ú      | Marek Červenka   |
| 10 | Ú      | David Černý      |
| 11 | Z      | Filip Novotný    |
| 12 | Z      | Miroslav Tureček |
| 14 | Z      | Pavel Moulis     |
| 16 | Z      | Ladislav Kodad   |
| 17 | Z      | Tomáš Vondrášek  |

| #  | Pozice | Hráč           |
| -- | ------ | -------------- |
| 18 | O      | Alois Hyčka    |
| 21 | O      | Ondřej Žežulka |
| 22 | Z      | Tomáš Kott     |
| 23 | Z      | Adam Čičovský  |
| 24 | O      | Vojtěch Severa |
| 27 | Z      | Tomáš Kučera   |
| 30 | B      | Tomáš Grigar   |
| 31 | B      | Jan Čtvrtečka  |
| 55 | B      | Samuel Bím     |
| 76 | Ú      | Marquinho      |
| 77 | Z      | Antonín Fantiš |
| 94 | Z      | Obasi McDonald |

## Trenéři

### Přehled trenérů
| - Jiří Plíšek (2005–06) - Libor Pala (2007) - Svatopluk Habanec (2007–12) - Přemysl Bičovský (2012–13) - Lukáš Přerost (2013–14) | - Petr Němec (2014–16) - Jiří Skála (2016–17) - Aleš Křeček (2017–20) - Jiří Jarošík (2020) - David Jarolím (2021–2022) |

### Významní trenéři
| Trenér            | Poznámka |
| ----------------- | --- |
| Svatopluk Habanec | nejúspěšnější trenér v historii Army, v sezóně 2009/10 vybojoval druhé místo Fotbalové národní lize a historický postup do nejvyšší soutěže, v sezóně 2011/12 vybojoval první místo ve Fotbalové národní lize |

## Umístění v jednotlivých sezonách
Stručný přehled
- 1949: I. třída Ústeckého kraje
- 1950: Oblastní soutěž – sk. A
- 1951: Krajská soutěž – Ústí nad Labem
- 1952: Mistrovství československé republiky
- 1953–1954: Krajská soutěž – Ústí nad Labem
- 1955–1956: Oblastní soutěž – sk. A
- 1968–1969: Jihočeský krajský přebor
- 1957–1958: 2. liga – sk. A
- 1958–1959: 1. liga
- 1959–1964: 2. liga – sk. A
- 1964–1965: Severočeský krajský přebor
- 1965–1968: Divize B
- 1968–1969: 2. liga – sk. A
- 1969–1972: 2. liga
- 1972–1973: NFL – sk. A
- 1973–1974: 2. liga
- 1974–1977: NFL – sk. A
- 1977–1981: ČNFL – sk. A
- 1981–1984: 2. ČNFL – sk. A
- 1984–1985: 1. ČNFL
- 1985–1987: 2. ČNFL – sk. A
- 1987–1989: 1. ČNFL
- 1989–1990: 2. ČNFL – sk. A
- 1990–1991: Severočeský krajský přebor
- 1991–1993: Divize B
- 1993–1994: Česká fotbalová liga
- 1994–1998: 2. liga
- 1998–1999: bez soutěže
- 1999–2000: Severočeský oblastní přebor
- 2000–2003: Divize B
- 2003–2004: Česká fotbalová liga
- 2004–2010: 2. liga
- 2010–2011: 1. liga
- 2011–2012: 2. liga
- 2012–2022 : Fotbalová národní liga
- 2022–2025: Česká fotbalová liga
- 2025–: Chance národní liga

Jednotlivé ročníky
Zdroj:
Legenda: Z – zápasy, V – výhry, R – remízy, P – porážky, VG – vstřelené góly, OG – obdržené góly, +/− – rozdíl skóre, B – body, červené podbarvení – sestup, zelené podbarvení – postup, fialové podbarvení – reorganizace, změna skupiny či soutěže
| Československo (1949 – 1993) |                                              |                                              |                                                                   |                                                                   |                                                                   |                                                                   |                                                                   |                                                                   |                                                                   |                                                                   |                                                                   |                                                                   |                                                                   |
| Sezóny                       | Liga                                         | Úroveň                                       | Z                                                                 | V                                                                 | R                                                                 | P                                                                 | VG                                                                | OG                                                                | +/−                                                               | B                                                                 | Pozice                                                            |                                                                   |                                                                   |
| 1949                         | I. třída Ústeckého kraje                     | 3                                            | 26                                                                | 20                                                                | 2                                                                 | 4                                                                 | 115                                                               | 40                                                                | +75                                                               | 42                                                                | 1.                                                                |                                                                   |                                                                   |
| 1950                         | Oblastní soutěž – sk. A                      | 3                                            | 22                                                                | 12                                                                | 5                                                                 | 5                                                                 | 54                                                                | 31                                                                | +23                                                               | 29                                                                | 3.                                                                |                                                                   |                                                                   |
| 1951                         | Krajská soutěž – Ústí nad Labem              | 2                                            | 18                                                                | 8                                                                 | 3                                                                 | 7                                                                 | 57                                                                | 42                                                                | +15                                                               | 19                                                                | 4.                                                                |                                                                   |                                                                   |
| 1952                         | Mistrovství československé republiky         | 1                                            | 26                                                                | 4                                                                 | 5                                                                 | 17                                                                | 38                                                                | 71                                                                | −33                                                               | 13                                                                | 13.                                                               |                                                                   |                                                                   |
| 1953                         | Krajská soutěž – Ústí nad Labem              | 3                                            | 12                                                                | 8                                                                 | 2                                                                 | 2                                                                 | 47                                                                | 13                                                                | +34                                                               | 18                                                                | 1.                                                                |                                                                   |                                                                   |
| 1954                         | Krajská soutěž – Ústí nad Labem              | 3                                            | 22                                                                | 17                                                                | 1                                                                 | 4                                                                 | 63                                                                | 27                                                                | +36                                                               | 35                                                                | 2.                                                                |                                                                   |                                                                   |
| 1955                         | Oblastní soutěž – sk. A                      | 3                                            | 22                                                                | 15                                                                | 3                                                                 | 4                                                                 | 64                                                                | 25                                                                | +39                                                               | 33                                                                | 2.                                                                |                                                                   |                                                                   |
| 1956                         | Oblastní soutěž – sk. A                      | 3                                            | 22                                                                | 17                                                                | 3                                                                 | 2                                                                 | 82                                                                | 31                                                                | +51                                                               | 37                                                                | 1.                                                                |                                                                   |                                                                   |
| 1957/58                      | 2. liga – sk. A                              | 2                                            | 33                                                                | 20                                                                | 4                                                                 | 9                                                                 | 84                                                                | 51                                                                | +33                                                               | 44                                                                | 2.                                                                |                                                                   |                                                                   |
| 1958/59                      | 1. liga                                      | 1                                            | 26                                                                | 7                                                                 | 6                                                                 | 13                                                                | 29                                                                | 44                                                                | −15                                                               | 20                                                                | 14.                                                               |                                                                   |                                                                   |
| 1959/60                      | 2. liga – sk. A                              | 2                                            | 26                                                                | 11                                                                | 8                                                                 | 7                                                                 | 44                                                                | 32                                                                | +12                                                               | 30                                                                | 4.                                                                |                                                                   |                                                                   |
| 1960/61                      | 2. liga – sk. A                              | 2                                            | 22                                                                | 10                                                                | 4                                                                 | 8                                                                 | 41                                                                | 32                                                                | +9                                                                | 24                                                                | 4.                                                                |                                                                   |                                                                   |
| 1961/62                      | 2. liga – sk. A                              | 2                                            | 22                                                                | 11                                                                | 5                                                                 | 6                                                                 | 61                                                                | 27                                                                | +34                                                               | 27                                                                | 2.                                                                |                                                                   |                                                                   |
| 1962/63                      | 2. liga – sk. A                              | 2                                            | 26                                                                | 9                                                                 | 7                                                                 | 10                                                                | 42                                                                | 42                                                                | 0                                                                 | 25                                                                | 8.                                                                |                                                                   |                                                                   |
| 1963/64                      | 2. liga – sk. A                              | 2                                            | 26                                                                | 7                                                                 | 5                                                                 | 14                                                                | 36                                                                | 51                                                                | −15                                                               | 19                                                                | 12.                                                               |                                                                   |                                                                   |
| 1964/65                      | Severočeský krajský přebor                   | 3                                            | 26                                                                | 13                                                                | 8                                                                 | 5                                                                 | 58                                                                | 27                                                                | +31                                                               | 34                                                                | 1.                                                                |                                                                   |                                                                   |
| 1965/66                      | Divize B                                     | 3                                            | 26                                                                | 12                                                                | 4                                                                 | 10                                                                | 44                                                                | 36                                                                | +8                                                                | 28                                                                | 5.                                                                |                                                                   |                                                                   |
| 1966/67                      | Divize B                                     | 3                                            | 26                                                                | 13                                                                | 3                                                                 | 10                                                                | 40                                                                | 37                                                                | +3                                                                | 29                                                                | 6.                                                                |                                                                   |                                                                   |
| 1967/68                      | Divize B                                     | 3                                            | 26                                                                | 20                                                                | 3                                                                 | 3                                                                 | 80                                                                | 17                                                                | +63                                                               | 43                                                                | 1.                                                                |                                                                   |                                                                   |
| 1968/69                      | 2. liga – sk. A                              | 2                                            | 26                                                                | 9                                                                 | 7                                                                 | 10                                                                | 33                                                                | 27                                                                | +6                                                                | 25                                                                | 9.                                                                |                                                                   |                                                                   |
| 1969/70                      | 2. liga                                      | 2                                            | 30                                                                | 9                                                                 | 8                                                                 | 13                                                                | 32                                                                | 44                                                                | −12                                                               | 26                                                                | 12.                                                               |                                                                   |                                                                   |
| 1970/71                      | 2. liga                                      | 2                                            | 30                                                                | 9                                                                 | 7                                                                 | 14                                                                | 28                                                                | 47                                                                | −19                                                               | 25                                                                | 12.                                                               |                                                                   |                                                                   |
| 1971/72                      | 2. liga                                      | 2                                            | 30                                                                | 9                                                                 | 7                                                                 | 14                                                                | 30                                                                | 44                                                                | −14                                                               | 25                                                                | 14.                                                               |                                                                   |                                                                   |
| 1972/73                      | NFL – sk. A                                  | 3                                            | 30                                                                | 21                                                                | 5                                                                 | 4                                                                 | 58                                                                | 28                                                                | +30                                                               | 47                                                                | 1.                                                                |                                                                   |                                                                   |
| 1973/74                      | 2. liga                                      | 2                                            | 30                                                                | 12                                                                | 3                                                                 | 15                                                                | 39                                                                | 51                                                                | −12                                                               | 27                                                                | 15.                                                               |                                                                   |                                                                   |
| 1974/75                      | NFL – sk. A                                  | 3                                            | 30                                                                | 12                                                                | 10                                                                | 8                                                                 | 37                                                                | 31                                                                | +6                                                                | 34                                                                | 4.                                                                |                                                                   |                                                                   |
| 1975/76                      | NFL – sk. A                                  | 3                                            | 30                                                                | 14                                                                | 7                                                                 | 9                                                                 | 49                                                                | 33                                                                | +16                                                               | 35                                                                | 4.                                                                |                                                                   |                                                                   |
| 1976/77                      | NFL – sk. A                                  | 3                                            | 30                                                                | 14                                                                | 9                                                                 | 7                                                                 | 43                                                                | 29                                                                | +14                                                               | 37                                                                | 4.                                                                |                                                                   |                                                                   |
| 1977/78                      | ČNFL – sk. A                                 | 2                                            | 30                                                                | 9                                                                 | 11                                                                | 10                                                                | 30                                                                | 35                                                                | −5                                                                | 29                                                                | 7.                                                                |                                                                   |                                                                   |
| 1978/79                      | ČNFL – sk. A                                 | 2                                            | 30                                                                | 13                                                                | 8                                                                 | 9                                                                 | 41                                                                | 33                                                                | +8                                                                | 34                                                                | 4.                                                                |                                                                   |                                                                   |
| 1979/80                      | ČNFL – sk. A                                 | 2                                            | 30                                                                | 8                                                                 | 12                                                                | 10                                                                | 40                                                                | 49                                                                | −9                                                                | 28                                                                | 11.                                                               |                                                                   |                                                                   |
| 1980/81                      | ČNFL – sk. A                                 | 2                                            | 30                                                                | 10                                                                | 10                                                                | 10                                                                | 33                                                                | 31                                                                | +2                                                                | 30                                                                | 9.                                                                |                                                                   |                                                                   |
| 1981/82                      | 2. ČNFL – sk. A                              | 3                                            | 30                                                                | 11                                                                | 8                                                                 | 11                                                                | 36                                                                | 30                                                                | +6                                                                | 30                                                                | 9.                                                                |                                                                   |                                                                   |
| 1982/83                      | 2. ČNFL – sk. A                              | 3                                            | 30                                                                | 17                                                                | 4                                                                 | 9                                                                 | 56                                                                | 35                                                                | +21                                                               | 38                                                                | 2.                                                                |                                                                   |                                                                   |
| 1983/84                      | 2. ČNFL – sk. A                              | 3                                            | 30                                                                | 16                                                                | 8                                                                 | 6                                                                 | 49                                                                | 28                                                                | +21                                                               | 40                                                                | 1.                                                                |                                                                   |                                                                   |
| 1984/85                      | 1. ČNFL                                      | 2                                            | 30                                                                | 9                                                                 | 3                                                                 | 18                                                                | 32                                                                | 49                                                                | −17                                                               | 21                                                                | 16.                                                               |                                                                   |                                                                   |
| 1985/86                      | 2. ČNFL – sk. A                              | 3                                            | 30                                                                | 10                                                                | 7                                                                 | 13                                                                | 41                                                                | 38                                                                | +3                                                                | 27                                                                | 14.                                                               |                                                                   |                                                                   |
| 1986/87                      | 2. ČNFL – sk. A                              | 3                                            | 30                                                                | 16                                                                | 8                                                                 | 6                                                                 | 56                                                                | 35                                                                | +21                                                               | 40                                                                | 1.                                                                |                                                                   |                                                                   |
| 1987/88                      | 1. ČNFL                                      | 2                                            | 28                                                                | 8                                                                 | 0                                                                 | 20                                                                | 24                                                                | 54                                                                | −30                                                               | 16                                                                | 15.                                                               |                                                                   |                                                                   |
| 1988/89                      | 1. ČNFL                                      | 2                                            | 30                                                                | 7                                                                 | 9                                                                 | 14                                                                | 33                                                                | 49                                                                | −16                                                               | 23                                                                | 14.                                                               |                                                                   |                                                                   |
| 1989/90                      | 2. ČNFL – sk. A                              | 3                                            | Mužstvo bylo ze soutěže vyloučeno a jeho výsledky byly anulovány. | Mužstvo bylo ze soutěže vyloučeno a jeho výsledky byly anulovány. | Mužstvo bylo ze soutěže vyloučeno a jeho výsledky byly anulovány. | Mužstvo bylo ze soutěže vyloučeno a jeho výsledky byly anulovány. | Mužstvo bylo ze soutěže vyloučeno a jeho výsledky byly anulovány. | Mužstvo bylo ze soutěže vyloučeno a jeho výsledky byly anulovány. | Mužstvo bylo ze soutěže vyloučeno a jeho výsledky byly anulovány. | Mužstvo bylo ze soutěže vyloučeno a jeho výsledky byly anulovány. | Mužstvo bylo ze soutěže vyloučeno a jeho výsledky byly anulovány. | Mužstvo bylo ze soutěže vyloučeno a jeho výsledky byly anulovány. | Mužstvo bylo ze soutěže vyloučeno a jeho výsledky byly anulovány. |
| 1990/91                      | Severočeský krajský přebor                   | 5                                            | 30                                                                | 21                                                                | 7                                                                 | 2                                                                 | 65                                                                | 20                                                                | +45                                                               | 49                                                                | 1.                                                                |                                                                   |                                                                   |
| 1991/92                      | Divize B                                     | 4                                            | 30                                                                | 14                                                                | 8                                                                 | 8                                                                 | 44                                                                | 29                                                                | +15                                                               | 36                                                                | 3.                                                                |                                                                   |                                                                   |
| 1992/93                      | Divize B                                     | 4                                            | 30                                                                | 22                                                                | 7                                                                 | 1                                                                 | 83                                                                | 28                                                                | +55                                                               | 51                                                                | 1.                                                                |                                                                   |                                                                   |
| Česko (1993 – )              |                                              |                                              |                                                                   |                                                                   |                                                                   |                                                                   |                                                                   |                                                                   |                                                                   |                                                                   |                                                                   |                                                                   |                                                                   |
| Sezóny                       | Liga                                         | Úroveň                                       | Z                                                                 | V                                                                 | R                                                                 | P                                                                 | VG                                                                | OG                                                                | +/−                                                               | B                                                                 | Pozice                                                            |                                                                   |                                                                   |
| 1993/94                      | Česká fotbalová liga                         | 3                                            | 34                                                                | 27                                                                | 3                                                                 | 4                                                                 | 90                                                                | 26                                                                | +64                                                               | 57                                                                | 1.                                                                |                                                                   |                                                                   |
| 1994/95                      | 2. liga                                      | 2                                            | 34                                                                | 13                                                                | 10                                                                | 11                                                                | 58                                                                | 60                                                                | −2                                                                | 49                                                                | 8.                                                                |                                                                   |                                                                   |
| 1995/96                      | 2. liga                                      | 2                                            | 30                                                                | 7                                                                 | 12                                                                | 11                                                                | 39                                                                | 43                                                                | −4                                                                | 33                                                                | 13.                                                               |                                                                   |                                                                   |
| 1996/97                      | 2. liga                                      | 2                                            | 30                                                                | 9                                                                 | 11                                                                | 10                                                                | 24                                                                | 30                                                                | −6                                                                | 38                                                                | 9.                                                                |                                                                   |                                                                   |
| 1997/98                      | 2. liga                                      | 2                                            | Mužstvo bylo ze soutěže vyloučeno a jeho výsledky byly anulovány. | Mužstvo bylo ze soutěže vyloučeno a jeho výsledky byly anulovány. | Mužstvo bylo ze soutěže vyloučeno a jeho výsledky byly anulovány. | Mužstvo bylo ze soutěže vyloučeno a jeho výsledky byly anulovány. | Mužstvo bylo ze soutěže vyloučeno a jeho výsledky byly anulovány. | Mužstvo bylo ze soutěže vyloučeno a jeho výsledky byly anulovány. | Mužstvo bylo ze soutěže vyloučeno a jeho výsledky byly anulovány. | Mužstvo bylo ze soutěže vyloučeno a jeho výsledky byly anulovány. | Mužstvo bylo ze soutěže vyloučeno a jeho výsledky byly anulovány. | Mužstvo bylo ze soutěže vyloučeno a jeho výsledky byly anulovány. | Mužstvo bylo ze soutěže vyloučeno a jeho výsledky byly anulovány. |
| 1998/99                      | A-mužstvo nebylo přihlášeno v žádné soutěži. | A-mužstvo nebylo přihlášeno v žádné soutěži. | A-mužstvo nebylo přihlášeno v žádné soutěži.                      | A-mužstvo nebylo přihlášeno v žádné soutěži.                      | A-mužstvo nebylo přihlášeno v žádné soutěži.                      | A-mužstvo nebylo přihlášeno v žádné soutěži.                      | A-mužstvo nebylo přihlášeno v žádné soutěži.                      | A-mužstvo nebylo přihlášeno v žádné soutěži.                      | A-mužstvo nebylo přihlášeno v žádné soutěži.                      | A-mužstvo nebylo přihlášeno v žádné soutěži.                      | A-mužstvo nebylo přihlášeno v žádné soutěži.                      | A-mužstvo nebylo přihlášeno v žádné soutěži.                      |                                                                   |
| 1999/00                      | Severočeský oblastní přebor                  | 5                                            | 30                                                                | 13                                                                | 9                                                                 | 8                                                                 | 54                                                                | 41                                                                | +13                                                               | 48                                                                | 4.                                                                |                                                                   |                                                                   |
| 2000/01                      | Divize B                                     | 4                                            | 30                                                                | 10                                                                | 8                                                                 | 12                                                                | 41                                                                | 42                                                                | −1                                                                | 38                                                                | 10.                                                               |                                                                   |                                                                   |
| 2001/02                      | Divize B                                     | 4                                            | 30                                                                | 8                                                                 | 11                                                                | 11                                                                | 35                                                                | 49                                                                | −14                                                               | 35                                                                | 12.                                                               |                                                                   |                                                                   |
| 2002/03                      | Divize B                                     | 4                                            | 30                                                                | 21                                                                | 3                                                                 | 6                                                                 | 84                                                                | 31                                                                | +53                                                               | 66                                                                | 1.                                                                |                                                                   |                                                                   |
| 2003/04                      | Česká fotbalová liga                         | 3                                            | 34                                                                | 21                                                                | 7                                                                 | 6                                                                 | 62                                                                | 22                                                                | +40                                                               | 70                                                                | 1.                                                                |                                                                   |                                                                   |
| 2004/05                      | 2. liga                                      | 2                                            | 28                                                                | 7                                                                 | 9                                                                 | 12                                                                | 27                                                                | 40                                                                | −13                                                               | 30                                                                | 12.                                                               |                                                                   |                                                                   |
| 2005/06                      | 2. liga                                      | 2                                            | 30                                                                | 14                                                                | 7                                                                 | 9                                                                 | 47                                                                | 39                                                                | +8                                                                | 49                                                                | 3.                                                                |                                                                   |                                                                   |
| 2006/07                      | 2. liga                                      | 2                                            | 30                                                                | 10                                                                | 7                                                                 | 13                                                                | 41                                                                | 44                                                                | −3                                                                | 37                                                                | 10.                                                               |                                                                   |                                                                   |
| 2007/08                      | 2. liga                                      | 2                                            | 30                                                                | 9                                                                 | 7                                                                 | 14                                                                | 35                                                                | 44                                                                | −9                                                                | 34                                                                | 12.                                                               |                                                                   |                                                                   |
| 2008/09                      | 2. liga                                      | 2                                            | 30                                                                | 15                                                                | 4                                                                 | 11                                                                | 39                                                                | 38                                                                | +1                                                                | 49                                                                | 4.                                                                |                                                                   |                                                                   |
| 2009/10                      | 2. liga                                      | 2                                            | 30                                                                | 20                                                                | 5                                                                 | 5                                                                 | 52                                                                | 27                                                                | +25                                                               | 65                                                                | 2.                                                                |                                                                   |                                                                   |
| 2010/11                      | Gambrinus liga                               | 1                                            | 30                                                                | 4                                                                 | 7                                                                 | 19                                                                | 22                                                                | 67                                                                | −45                                                               | 19                                                                | 16.                                                               |                                                                   |                                                                   |
| 2011/12                      | 2. liga                                      | 2                                            | 30                                                                | 19                                                                | 4                                                                 | 7                                                                 | 52                                                                | 35                                                                | +17                                                               | 61                                                                | 1.                                                                |                                                                   |                                                                   |
| 2012/13                      | Fotbalová národní liga                       | 2                                            | 30                                                                | 11                                                                | 6                                                                 | 13                                                                | 32                                                                | 42                                                                | −10                                                               | 39                                                                | 10.                                                               |                                                                   |                                                                   |
| 2013/14                      | Fotbalová národní liga                       | 2                                            | 30                                                                | 13                                                                | 4                                                                 | 13                                                                | 38                                                                | 37                                                                | +1                                                                | 43                                                                | 7.                                                                |                                                                   |                                                                   |
| 2014/15                      | Fotbalová národní liga                       | 2                                            | 30                                                                | 10                                                                | 4                                                                 | 16                                                                | 34                                                                | 46                                                                | −12                                                               | 34                                                                | 12.                                                               |                                                                   |                                                                   |
| 2015/16                      | Fotbalová národní liga                       | 2                                            | 28                                                                | 8                                                                 | 11                                                                | 9                                                                 | 39                                                                | 38                                                                | +1                                                                | 35                                                                | 7.                                                                |                                                                   |                                                                   |
| 2016/17                      | Fotbalová národní liga                       | 2                                            | 30                                                                | 10                                                                | 7                                                                 | 13                                                                | 34                                                                | 41                                                                | −7                                                                | 37                                                                | 8.                                                                |                                                                   |                                                                   |
| 2017/18                      | Fotbalová národní liga                       | 2                                            | 30                                                                | 10                                                                | 6                                                                 | 14                                                                | 37                                                                | 47                                                                | −10                                                               | 36                                                                | 10.                                                               |                                                                   |                                                                   |
| 2018/19                      | Fotbalová národní liga                       | 2                                            | 30                                                                | 15                                                                | 4                                                                 | 11                                                                | 44                                                                | 39                                                                | +5                                                                | 49                                                                | 5.                                                                |                                                                   |                                                                   |
| 2019/20                      | Fotbalová národní liga                       | 2                                            | 30                                                                | 11                                                                | 8                                                                 | 11                                                                | 46                                                                | 47                                                                | −1                                                                | 41                                                                | 7.                                                                |                                                                   |                                                                   |
| 2020/21                      | Fotbalová národní liga                       | 2                                            | 26                                                                | 12                                                                | 5                                                                 | 9                                                                 | 24                                                                | 29                                                                | -5                                                                | 41                                                                | 5.                                                                |                                                                   |                                                                   |
| 2021/22                      | Fotbalová národní liga                       | 2                                            | 30                                                                | 6                                                                 | 10                                                                | 14                                                                | 26                                                                | 49                                                                | -23                                                               | 28                                                                | 15.                                                               |                                                                   |                                                                   |
| 2022/23                      | Česká fotbalová liga                         | 3                                            | 30                                                                | 8                                                                 | 8                                                                 | 14                                                                | 45                                                                | 68                                                                | +23                                                               | 32                                                                | 11.                                                               |                                                                   |                                                                   |
| 2023/24                      | Česká fotbalová liga                         | 3                                            | 30                                                                | 16                                                                | 5                                                                 | 9                                                                 | 51                                                                | 36                                                                | +15                                                               | 53                                                                | 3.                                                                |                                                                   |                                                                   |
| 2024/25                      | Česká fotbalová liga                         | 3                                            | 32                                                                | 26                                                                | 4                                                                 | 2                                                                 | 89                                                                | 18                                                                | +71                                                               | 82                                                                | 1.                                                                |                                                                   |                                                                   |
| 2025/26                      | Chance národní liga                          |                                              |                                                                   |                                                                   |                                                                   |                                                                   |                                                                   |                                                                   |                                                                   |                                                                   |                                                                   |                                                                   |                                                                   |

## FK Armaturka Ústí nad Labem „B“
FK Armaturka Ústí nad Labem „B“ byl rezervním týmem klubu, který se pohyboval v krajských soutěžích.

### Umístění v jednotlivých sezonách
Stručný přehled
Zdroj: 
- 1957–1958: Oblastní soutěž – sk. A
- 1969–1976: Severočeský krajský přebor
- 1978–1979: Severočeský krajský přebor
- 1987–1990: Severočeský krajský přebor
- 1990–1991: I. A třída Severočeského kraje – sk. B
- 1991–1994: Severočeský oblastní přebor

Jednotlivé ročníky
Zdroj: 
Legenda: Z – zápasy, V – výhry, R – remízy, P – porážky, VG – vstřelené góly, OG – obdržené góly, +/− – rozdíl skóre, B – body, červené podbarvení – sestup, zelené podbarvení – postup, fialové podbarvení – reorganizace, změna skupiny či soutěže
| Československo (1957 – 1993) |                                        |        |    |    |    |    |    |    |     |    |        |
| Sezóny                       | Liga                                   | Úroveň | Z  | V  | R  | P  | VG | OG | +/− | B  | Pozice |
| 1957/58                      | Oblastní soutěž – sk. A                | 3      | 33 | 14 | 3  | 16 | 64 | 61 | +3  | 31 | 6.     |
| …                            |                                        |        |    |    |    |    |    |    |     |    |        |
| 1969/70                      | Severočeský krajský přebor             | 5      | 30 | 17 | 5  | 8  | 59 | 50 | +9  | 39 | 3.     |
| 1970/71                      | Severočeský krajský přebor             | 5      | 30 | 15 | 7  | 8  | 73 | 33 | +40 | 37 | 3.     |
| 1971/72                      | Severočeský krajský přebor             | 5      | 30 | 9  | 9  | 12 | 33 | 33 | 0   | 27 | 12.    |
| 1972/73                      | Severočeský krajský přebor             | 5      | 30 | 11 | 9  | 10 | 37 | 36 | +1  | 31 | 8.     |
| 1973/74                      | Severočeský krajský přebor             | 5      | 30 | 12 | 8  | 10 | 44 | 33 | +11 | 32 | 6.     |
| 1974/75                      | Severočeský krajský přebor             | 5      | 30 | 13 | 8  | 9  | 39 | 35 | +4  | 34 | 4.     |
| 1975/76                      | Severočeský krajský přebor             | 5      | 26 | 8  | 10 | 8  | 34 | 33 | +1  | 26 | 6.     |
| …                            |                                        |        |    |    |    |    |    |    |     |    |        |
| 1978/79                      | Severočeský krajský přebor             | 4      | 26 | 4  | 11 | 11 | 19 | 36 | −17 | 19 | 13.    |
| …                            |                                        |        |    |    |    |    |    |    |     |    |        |
| 1987/88                      | Severočeský krajský přebor             | 5      | 30 | 18 | 9  | 3  | 76 | 23 | +53 | 45 | 2.     |
| 1988/89                      | Severočeský krajský přebor             | 5      | 30 | 17 | 7  | 6  | 52 | 32 | +20 | 41 | 2.     |
| 1989/90                      | Severočeský krajský přebor             | 5      | 30 | 11 | 9  | 10 | 48 | 33 | +15 | 42 | 7.     |
| 1990/91                      | I. A třída Severočeského kraje – sk. B | 6      | 30 | 17 | 8  | 5  | 50 | 25 | +25 | 42 | 2.     |
| 1991/92                      | Severočeský oblastní přebor            | 5      | 28 | 7  | 10 | 11 | 33 | 38 | −5  | 24 | 10.    |
| 1992/93                      | Severočeský oblastní přebor            | 5      | 30 | 11 | 6  | 13 | 31 | 37 | −6  | 28 | 7.     |
| Česko (1993 – 1994)          |                                        |        |    |    |    |    |    |    |     |    |        |
| Sezóny                       | Liga                                   | Úroveň | Z  | V  | R  | P  | VG | OG | +/− | B  | Pozice |
| 1993/94                      | Severočeský oblastní přebor            | 5      | 30 | 12 | 5  | 13 | 40 | 40 | 0   | 29 | 6.     |

Poznámky:
- 1989/90: Vynucený sestup z důvodu sestupu A-mužstva do stejné soutěže.[7]